# Мовознавство (журнал)
«Мовозна́вство» — науково-теоретичний журнал Інституту мовознавства імені О. О. Потебні НАН України та Українського мовно-інформаційного фонду НАН України. Заснований 1967 року. Виходить 6 разів на рік.
У виданні висвітлюються проблеми загального, слов'янського, германського, романського, балтійського, тюркського та фінно-угорського мовознавства. Належне місце приділяється студіям з української мови, особливо в аспекті її зв'язків з іншими мовами. Журнал регулярно аналізує мовну ситуації в Україні та різних її регіонах. На його сторінках регулярно вміщуються матеріали наукових конференції, «круглих столів», дискусій з актуальних проблем мовознавства, ювілейних заходів. У спеціальних номерах опубліковані доповіді українських мовознавців на Міжнародних з'їздах славістів. Часопис знайомить читачів із новими українськими та зарубіжними лінгвістичними виданнями, висвітлює основні події мовознавчого життя в Україні та за її межами.
Журнал індексується в міжнародних базах даних Erih Plus, Crossref, Research Bible та Cite Factor.
Головний редактор — академік НАН України В. Г. Скляренко, з 2020 р. — член-кореспондент О. О. Тараненко.